# Murciélagos FC
A Murciélagos FC (nevének jelentése: denevérek) a mexikói Sinaloa állam egyik városának, Los Mochisnak a mexikói harmadosztályú bajnokságban szereplő labdarúgócsapata. Stadionjuk az Estadio Centenario, címerük egy focilabdát a szárnyai közé fogó denevért ábrázol.

## Története
A Murciélagost 2008-ban alapították, otthona ekkor a sinaloai Guamúchil város volt, és sokáig a harmadosztályban szerepelt. 2013-ban esélyük nyílt a másodosztályba való feljutásra, mivel a harmadosztályban döntőbe jutottak, ám ott a Ballenas Galeana ellen 5–3-as összesítéssel kikaptak. 2015 nyarán azonban bejelentették, hogy az addig másodosztályú Irapuato FC átruházza jogait a Murciélagosra, amely egyúttal a Guamúchiltól nem messze fekvő Los Mochisba helyezi át székhelyét.

## Az „elektronikus edző”
2010-ben a Murciélagos különös kezdeményezést tett. Elhatározták, hogy lehetőséget adnak a szurkolóknak, hogy a világhálón keresztül szavazva beleszóljanak abba, hogy a csapat melyik játékosát cseréljék be az éppen zajló mérkőzésen. Így jött létre az úgynevezett „elektronikus edző” intézménye, amely Mexikó-szerte híressé tette a klubot.